# Pauline Oliveros
Pauline Oliveros   (Houston, 30 de maig de 1932 - Kingston, 25 de novembre de 2016) va ser una compositora estatunidenca, acordionista i figura central en el desenvolupament experimental de la música electrònica durant la postguerra. Va estudiar a la universitat de Houston (1949-52) i rebia classes privades amb Robert Erickson.
Al llarg de la seva carrera es va dedicar a obrir la seva sensibilitat i la dels altres envers els sons. Al llarg de la seva carrera va intentar dissoldre els límits en la creació musical.
Va ser una fundadora del "San Francisco Tape Music Center" al 1960, i en fou directora. Durant els anys 50, va formar part d'un important cercle de compositors, artistes i poetes que es reunien a San Francisco. Als anys 60 va influenciar molt la música americana amb els seus treballs d'improvisació, meditació i música electrónica. També va ensenyar música a la "Mills College", la "University of California", "San Diego" (UCSD), "Oberlin Conservatory of music" i Rensselaer Polytechnic Institute".
Ha rebut 4 doctorats honorífics i,entre altres premis, el Guggenheim Fellowship for composition (1973) o el National Endowment for the Arts Composer’s Fellowship (1984).
A més, Oliveros va escriure diversos llibres, va formular teories sobre la nova música, i va investigar sobre noves maneres de percebre la música des del seu concepte d'escolta profunda (deep listening) i conscienciació sònica.

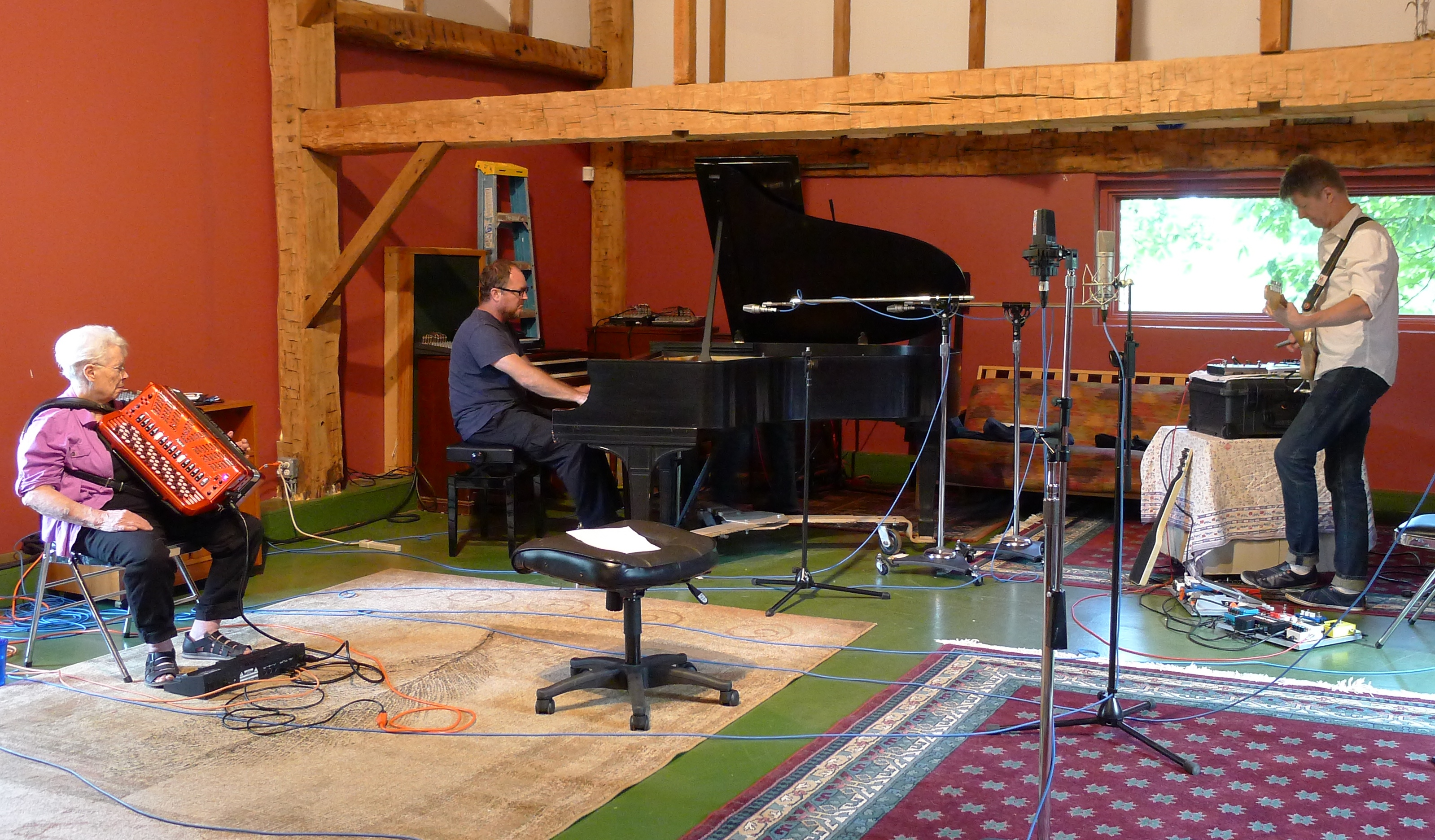
Pauline Oliveros a l'acordió fent una gravació a Nova York.

Al 1981, va renunciar a ser compositora independent, i al 1985 es va convertir en la directora de la fundació Pauline Oliveros a Nova York. A més va fundar l'Institut Deep Listening. El seu treball creatiu es divulga actualment a través de The Pauline Oliveros Trust.

## Primeres etapes de la seva carrera
Oliveros es va iniciar en la música ja quan anava a la guarderia; als nou anys va començar a tocar l'acordió gràcies a la seva mare, era un instrument molt popular als 90. Més tard, va aprendre a tocar la tuba i el corn anglès a l'escola i després a la universitat. A l'edat de setze anys va decidir ser compositora.
Oliveros va arribar a Califòrnia, on, a més de tenir una feina, donava lliçons d'acordió i amb aquests diners estudiava música a la Universitat de Houston, amb Willard A. Palmer. Va guanyar un premi de composició al San Francisco State College, on hi havia compositors importants de l'època com Robert Erickson, de qui ella va rebre classes privades durant sis o set anys. Així també va conèixer artistes com Terry Riley, Stuart Dempster i Loren Rush.
Quan Oliveros va fer 21 anys, va aconseguir el seu primer enregistrador de cinta, el qual va permetre-li crear les seves pròpies peces i projectes en aquest camp. Oliveros va ser una dels membres originaris del San Francisco Tape Music Center, el qual va ser molt important per al desenvolupament de la música electrònica a la costa Oest dels EUA durant els 1960. El centre, més tard traslladat a la Mills College, on va ser la seva primera directora, és ara anomenat Center for contemporary Music. Oliveros sovint improvisava amb el sistema d'instrument expandit, un sistema de processament de senyal electrònic que va dissenyar, en les seves actuacions i enregistraments.

## Oliveros compositora

### Escolta profunda(deep listening)
El seu treball filosòfic i musical va evolucionar als anys 80, en què va desenvolupar la teoria del deep listening. Va descriure escolta profunda com una manera d'escoltar de totes les maneres possibles. Aquesta intensa audició inclou sons de la vida quotidiana, de la natura, dels propis pensaments i dels sons musicals.
Els inicis d'aquesta teoria es deuen al fet que Oliveros es trobava en una cisterna militar on hi havia una reverberació de 45 segons. D'aquella experiència va enregistrar un disc l'any 1989 anomenat Deep listening. El disc compta amb 4 temes anomenats: Lear (24:57), Suiren (10:02), Ione (17:42) i Nike (10:38).
D'aquest treball que va fer Oliveros, es va crear un llibre per recopilar tots aquests conceptesːDeep listening: a composer’s sound practice.

### Deep Listening Institute
L'institut Deep Listening ha promogut la música i la pràctica del deep listening de Pauline Oliveros, proporcionant un enfocament únic de la música, la literatura, l'art, la meditació i la tecnologia.
L'institut fomenta la innovació creativa a través de fronteres i capacitats, entre artistes i públic, entre gent amb discapacitats i amb nens de totes les edats. És una comunitat que cada vegada s'ha anat fent més gran i s'esforça per aconseguir una major consciència del món del so i del so del món.

## Estil
La música més antiga d'Oliveros és convencional, amb un estil abstracte. Després d'aquestes composicions escrites, va explorar tècniques de cinta i música electrònica. El canvi important i durador del seu treball va arribar a mitjans dels anys setanta quan els seus estudis sobre cultures natives d'Amèrica i religions orientals van donar lloc a una mena d'improvisació meditativa com a forma d'ensenyar a la gent a reconèixer la seva pròpia musicalitat. Les seves composicions van començar a introduir pràctiques de meditació en formes rituals o cerimonials més grans, així com explorar conceptes com el jo com una entitat no autònoma i valorar qualitats com la intuïció que normalment es pensava que era exclusivament femenina.
Aquests elements diversos es poden veure a Crow Two (1974), una puntuació de text en què els intèrprets es demana que es comuniquin telepàticament amb l'audiència, els membres de la qual estan convidats a participar en l'escenari. Posteriorment, Oliveros ha tornat ocasionalment a la notació, el rigor del qual es combina amb la llibertat d'improvisació. Alguns exemples d'això són Tree / Peace, encara que fins i tot en tals obres, cap sistema sembli subjacent al procés de composició.
En les obres d'Oliveros, ha conreat una música i la percepció que ella anomena "escolta profunda", encara arrelada en les pràctiques d'improvisació i meditació, i amb l'objectiu d'autorealitzar-se. Oliveros també s'ha interessat a explorar les propietats sonores dels espais que utilitzen instruments acústics i retards digitals.

## Obres
Obres.

### Obres teatrals
- Pieces of Eight, octet de vent, 1965
- Please don't shoot the piano player, he’s doing the best he can, 1969
- Bonn Feier, 1977
- The Yellow River Map, per 50 o més músics, 1977
- Njinga the Queen King, 1993

### Obres instrumentals

#### Orquestrals
- Tashi Gomang, 1981
- Tasting the Blaze, clarinet, trombó, percussion, violoncel, 4 acordeons, orquestra de Gagaku i electronic

#### Cambra
- Variations for Sextet, flauta, clarinet, trompeta, trompa, violoncel i piano, 1960
- Trio, flauta, piano i passa-pàgines, 1961
- Circuitry, 5 percussió i llums, 1968
- Wings of a Dove, 2 pianos, doble quintet de vent, 1984
- Grand Improvisation, oboé, contrabaix i sintetitzador, 1990
- From Unknown Silences, conjunt de cambra, 1996

#### Acordió
- Rattlesnake Mountain, 1982
- The Wanderer, 2 acordions, 1982
- What If, 1991
- Cicada Song, 1996

#### Electrònica
- Before the Music Ends, cinta i ballarí,1965
- Rock Sym, cinta ,1965
- Big Mother is Watching You, cinta, 1966
- Live Electronic Piece for Merce Cunningham’s Dance, 1969
- Bog Road with Bird Call Patch, cinta, 1970
- Listening for Life, 1991